# Grassy Lake (Alberta)
Pour les articles homonymes, voir Grassy.
Grassy Lake est un hameau (hamlet) situé dans le district municipal de Taber, dans la province canadienne de l'Alberta.

## Démographie
En tant que localité désignée dans le recensement de 2011, Grassy Lake a une population de 649 habitants dans 149 de ses 156 logements, soit une variation de 46.5% par rapport à la population de 2006. Avec une superficie de 1,605 6 km2, le hameau possède une densité de population de 404,210 3 hab/km2 en 2011.
Concernant le recensement de 2006, Grassy Lake abritait 443 habitants dans 110 de ses 123 logements. Avec une superficie de 1,605 6 km2, le hameau possédait une densité de population de 275,9 hab/km2 en 2006.